# Каденюк Олександр Степанович
Каденю́к Олекса́ндр Степа́нович (нар. 18 березня 1957, м. Чортків, Тернопільська область) — український вчений-історик, педагог. Доктор історичних наук (1998), професор.

## Життєпис
Закінчив історичний факультет Кам'янець-Подільського педагогічного інституту (1978 рік, нині університет).
Працював учителем історії, суспільствознавства та права у школах Донецької області. 1988—1998 — асистент, доцент Кам'янець-Подільського сільськогосподарського інституту (нині аграрно-технічна академія).
Від 1998 донині — професор кафедри українознавства Тернопільського національного економічного університету.

## Наукова діяльність
Досліджує проблеми аграрної історії України.
Автор понад 50 наукових праць, у тому числі монографій:
- «Аграрна реформа в Україні: кадрове забезпечення» (1996),
- «Аграрна реформа в Україні: науковий аспект» (1996),
- «Громадські організації та їх роль у соціально-економічному житті України» (1997, співавтор),
- «Кооперація та фермерство в аграрному комплексі України: Історико-економічне дослідження» (2001),
- «Українська модель сільськогосподарської кооперації: етапи формування та розвитку» (2002, співавтор).